# Certificat de coutume
Le certificat de coutume est d'après le glossaire du site du ministère de l'Europe et des Affaires étrangères une

« attestation d’un juriste étranger relative à l’existence, au contenu et à l’interprétation d’une loi étrangère. Lorsque, à l’occasion d’un litige, il y a lieu de faire application d’une loi étrangère d’après la règle des conflits, le plaideur qui entend s’en prévaloir produit au juge français un certificat de coutume.

Les juges ont le pouvoir de vérifier le sens et la portée d’une loi étrangère qu’ils interprètent souverainement. »

## Utilisation en matière matrimoniale
Il s'agit d'affirmer qu'un document présenté par un futur époux correspond à un document utilisé dans le pays de mariage ou d'union civile.  
Ce certificat est exigé par certaines administrations lorsque l'un ou les deux candidats au mariage ou au PACS n'ont pas la nationalité du pays où la demande de mariage est introduite. Il peut concerner également l'adoption.
Les modalités d'obtention de ce certificat sont assez floues et variables. Généralement, il suffit de s'adresser à l'ambassade ou au consulat du pays d'origine dans le pays où la demande de mariage est introduite, d'autres mentionnent que le document n'est délivrable que dans le pays d'origine lui-même (chez un notaire ou un adel).
Ce document fait obligatoirement l'objet d'une traduction par un traducteur assermenté. La source de la traduction assermentée est parfois exigée dans le pays exigeant le certificat, ce qui peut entraîner des coûts assez élevés comparés au prix des pays étrangers. Ce traducteur doit être enregistré et porteur d'un numéro d'identification auprès de la Cour d'appel.
Le certificat de coutume est parfois exigé en France pour faire pression sur des citoyens en faveur d'une conversion à l'islam lors d'un mariage avec une personne originaire d'un pays musulman, il n'est cependant pas obligatoire et le citoyen a la possibilité de saisir le procureur de la République en cas de refus de la mairie.

## Autres certificats
Des certificats de coutume spécifiques peuvent concerner l'existence ou les effets d'un régime matrimonial, une répartition successorale, le droit des sociétés et les pouvoirs des dirigeants, un point de droit commercial ou administratif.
Les traductions américaine et anglaise du certificat de coutume sont (en) legal opinion et (en) affidavit of law respectivement.